# Quartiere Valsesia
Quartiere Valsesia è un complesso di edilizia residenziale di Milano.

## Storia
Quartiere Valsesia è stato concepito alla fine degli anni '60 ed è stato realizzato a metà degli anni '70 del Novecento da cooperative aderenti al Consorzio Lombardo per la Casa (ACLI). 

## Caratteristiche
Il complesso residenziale prende il nome dalla Via Valsesia, arteria che attraversa tutta l'area. 
Il complesso è costituito esclusivamente di edifici residenziali, per un totale di 1 075 alloggi, a cui si aggiungono l'asilo nido, la chiesa di San Pier Giuliano Eymard e i campi sportivi delle Associazioni Sportive Dilettantistiche, OSPG e Polisportiva Valsesia.
L'area centrale del complesso, compresa nella superficie interna all'isolato di via Valsesia, è costituita da un parco di oltre 70000 m² (oggi denominato "Parco in memoria delle Vittime Italiane nei Gulag") e da un centro sportivo. 
La destinazione della zona che lo circonda è "verde comunale".
Il complesso presenta un'organizzazione microurbanistica che lo differenzia notevolmente dalla classica lottizzazione edilizia, dove gli isolati sono di dimensioni piuttosto ridotte e fiancheggiati da edifici in cortina, creando una maglia viaria più o meno ortogonale con molti incroci.
Infatti, Quartiere Valsesia è caratterizzato da un unico grande isolato, di circa 2 km di perimetro (forse il più vasto tra quelli residenziali di Milano), definito da una sola via le cui due estremità dipartono da via Bagarotti.
Il tracciato della via è curvilineo e segue l'allineamento dei complessi abitativi, che sono disposti su un solo lato della via stessa.
Negli anni successivi alla realizzazione del complesso, sono stati creati altri collegamenti viari con via Valsesia, sia per spezzare viabilisticamente l'isolamento che conseguiva dalla soluzione originaria adottata sia per consentire il passaggio di una linea di mezzi pubblici.